# Hyalomeliolina guianensis
Hyalomeliolina guianensis är en svampart som beskrevs av F. Stevens 1923. Hyalomeliolina guianensis ingår i släktet Hyalomeliolina och familjen Pseudoperisporiaceae.   Inga underarter finns listade i Catalogue of Life.